# Kỷ (địa chất)
Trong địa chất học, một kỷ hay một kỷ địa chất là một đơn vị thời gian trong niên đại địa chất được định nghĩa như là sự mở rộng của một khoảng thời gian liên tục, trong đó các đại địa chất được phân chia thành các khung thời gian nhỏ hơn, dựa trên một số sự kiện được đánh giá là quan trọng trong lịch sử Trái Đất; tương tự như các liên đại được phân chia thành các đại.
Trong các khoa học Trái Đất, các lớp đá và đặc biệt là các chuỗi đá liên tục, được gọi là các địa tầng, được sắp xếp trong "thạch trụ" (cột đá) có trật tự, diễn ra trong khoảng thời gian đó là mục tiêu nghiên cứu sao cho các đơn vị thời gian địa chất được ghép cặp với các đơn vị địa tầng đá tương ứng sao cho các đặc trưng của chúng định nghĩa các điểm mốc giới chuẩn như vậy để áp dụng cho những nơi khác nếu xảy ra đương thời với các lớp đá chuẩn này.
Đối với các kỷ địa chất thì thuật ngữ địa tầng đá ghép đôi tương ứng là các hệ, được sử dụng để chỉ rõ các lớp đá tương ứng cho cả hồ sơ địa chất lẫn hồ sơ hóa thạch; vì thế chẳng hạn các lớp đá của hệ Devon được hiểu là đã trầm lắng xuống trong kỷ Devon, và những đơn vị tương đương như thế tồn tại ở mỗi cấp của thời địa học và phân loại sinh địa chất học hay địa tầng học.
Mỗi đơn vị của địa tầng, không phụ thuộc vào việc chúng bị gián đoạn như thế nào trong hồ sơ lưu lại trong thạch trụ cục bộ, đều được ánh xạ vào hồ sơ địa chất tổng thể và được phân loại cẩn thận thành các đơn vị thời học của thời gian địa chất dựa trên các nỗ lực toàn cầu của ISC nhằm thiết lập mối tương quan của các hồ sơ địa tầng cục bộ trên thế giới thành một hệ thống cơ chuẩn duy nhất trên phạm vi toàn thế giới, đã được tiến hành từ năm 1974 tới nay. Trong khi các nhà cổ sinh học thường nói tới các hệ hơn là các kỷ địa chất, thì các kỷ lại thường được sử dụng trong các trình bày phổ thông của cổ sinh vật học hay kiến tạo địa tầng. Một ví dụ về dẫn chiếu hệ địa tầng của cổ sinh học nhưng lại đề cập tới kỷ địa chất là sách và phim có tên gọi Jurassic Park (Công viên kỷ Jura).
Như được đề cập tới trong bài niên đại địa chất, phần lớn các kỷ lại được phân chia thành các đơn vị nhỏ hơn, gọi là thế. Vào năm 2004, Hiệp hội quốc tế các khoa học địa chất (IUGS) đã công nhận kỷ Ediacara của đại Tân Nguyên sinh, kỷ được công nhận mới lần đầu tiên trong vòng 130 năm qua.